# SMS Kurfürst Friedrich Wilhelm
SMS Kurfürst Friedrich Wilhelm là một trong những thiết giáp hạm hoạt động biển khơi đầu tiên được Hải quân Đế quốc Đức chế tạo. Con tàu được đặt tên theo Frederick William I, Hoàng tử Đại cử tri của Brandenburg. Nó là chiếc thứ tư, cũng là chiếc cuối cùng, thuộc lớp thiết giáp hạm tiền-dreadnought Brandenburg, cùng với các tàu chị em Brandenburg Weißenburg và Wörth. Nó được đặt lườn vào năm 1890 tại Xưởng tàu Đế chế ở Wilhelmshaven, được hạ thủy năm 1891 và hoàn tất vào năm 1893 với chi phí 11,23 triệu Mác. Lớp Brandenburg mang tính độc đáo vì là những thiết giáp hạm duy nhất vào lúc đó mang sáu khẩu pháo hạng nặng thay vì bốn khẩu vốn là tiêu chuẩn cho hải quân các nước khác.
Kurfürst Friedrich Wilhelm chỉ có những phục vụ hạn chế cùng Hải quân Đức. Nó cùng với ba con tàu chị em tham gia chiến dịch lớn đầu tiên vào năm 1900–1901, khi được bố trí đến Trung Quốc hỗ trợ dập tắt cuộc Nổi dậy Nghĩa Hòa Đoàn. Con tàu trải qua một đợt hiện đại hóa trong những năm 1904–1905. Đến năm 1910, Kurfürst Friedrich Wilhelm được bán cho Đế quốc Ottoman và được đổi tên thành Barbaros Hayreddin, nơi nó hoạt động tích cực trong các cuộc Chiến tranh Balkan, tham gia hai trận hải chiến đối đầu với Hải quân Hy Lạp vào tháng 12 năm 1912 và tháng 1 năm 1913, và bắn pháo hỗ trợ cho lực lượng bộ binh Ottoman tại Thrace. Vào ngày 8 tháng 8 năm 1915, sau khi Chiến tranh Thế giới thứ nhất bùng nổ, nó trúng phải ngư lôi phóng từ tàu ngầm Anh E11 và bị chìm ngoài khơi Dardanelles với tổn thất nhân mạng nặng nề.

## Thiết kế và chế tạo
Kurfürst Friedrich Wilhelm, chiếc thứ tư cũng là chiếc cuối cùng trong lớp Brandenburg, được đặt hàng dưới cái tên tạm thời D. Nó được đặt lườn tại Xưởng tàu Đế chế ở Wilhelmshaven vào năm 1890, và là chiếc đầu tiên trong lớp của nó được hạ thủy, vào ngày 30 tháng 6 năm 1891. Kurfürst Friedrich Wilhelm được đưa ra hoạt động cùng hạm đội vào ngày 29 tháng 4 năm 1894, cùng ngày với con tàu chị em Brandenburg. Công việc chế tạo Kurfürst Friedrich Wilhelm đã làm tiêu tốn Hải quân Đức 11,23 triệu Mác.
Kurfürst Friedrich Wilhelm dài 115,7 m (379 ft 7 in), mạn thuyền rộng 19,5 m (64 ft 0 in) vốn tăng lên đến 19,74 m (64,8 ft) nếu bổ sung thêm lưới chống ngư lôi, và độ sâu của mớn nước là 7,6 m (24 ft 11 in) phía trước và 7,9 m (26 ft) phía sau. Con tàu có trọng lượng choán nước thiết kế là 10.013 t (9.855 tấn Anh), và lên đến 10.670 t (10.501 tấn Anh) khi đầy tải chiến đấu. Nó được trang bị hai bộ động cơ hơi nước ba buồng bành trướng 3 xy-lanh tạo ra một công suất 10.000 mã lực chỉ (7.457 kW) và đạt được tốc độ tối đa 16,9 hải lý trên giờ (31,3 km/h; 19,4 mph) khi chạy thử máy. Hơi nước được cung cấp bởi mười hai nồi hơi hình trụ đặt ngang. Nó có tầm hoạt động tối đa 4.300 hải lý (8.000 km; 4.900 mi) khi đi đường trường với tốc độ 10 hải lý trên giờ (19 km/h; 12 mph).
Con tàu khá bất thường vào thời đó khi sở hữu đến sáu khẩu pháo hạng nặng bắn qua mạn trên ba tháp pháo nòng đôi, thay vì chỉ có bốn khẩu đối với thiết giáp hạm vào thời đó. Các tháp pháo phía trước và phía sau trang bị pháo 28 cm (11 in) K L/40, trong khi các khẩu pháo giữa tàu thuộc kiểu ngắn hơn L/35. Dàn pháo hạng hai bao gồm tám khẩu 10,5 cm (4,1 in) SK L/35 bố trí trong các tháp pháo ụ cùng tám khẩu 8,8 cm (3,5 in) SK L/30 cũng trong các tháp pháo ụ. Kurfürst Friedrich Wilhelm còn có sáu ống phóng ngư lôi 45 cm (17,7 in), tất cả đều đặt trên các bệ xoay bên trên mực nước.

## Lịch sử hoạt động
Sau khi được đưa vào hoạt động, Kurfürst Friedrich Wilhelm được phân về Đội 1 thuộc Hải đội Chiến trận 1 cùng với ba con tàu chị em. Chúng được tháp tùng bởi bốn chiếc thuộc tàu frigate bọc sắt cũ hơn thuộc lớp Sachsen của Đội 2, cho dù đến năm 1901–1902, những chiếc lớp Sachsen được thay thế bởi những thiết giáp hạm mới lớp Kaiser Friedrich III. Con tàu là nền tảng huấn luyện cho nhiều vị tư lệnh tương lai của Hạm đội Biển khơi Đức, trong đó có cả các đô đốc Reinhard Scheer và Franz von Hipper, cả hai từng phục vụ như là sĩ quan hoa tiêu trên con tàu tương ứng từ mùa Xuân đến mùa Thu năm 1897 và từ tháng 10 năm 1898 đến tháng 9 năm 1899.

### Trấn áp cuộc nổi dậy Nghĩa Hòa Đoàn
Kurfürst Friedrich Wilhelm tham gia hoạt động quân sự lớn đầu tiên vào năm 1900, khi Đội 1 được phái đến Trung Quốc trong cuộc Nổi dậy Nghĩa Hòa Đoàn. Người Trung Quốc theo chủ nghĩa dân tộc bất bình đã bao vây các sứ quán nước ngoài tại Bắc Kinh và giết hại Công sứ Đức, Nam tước Clemens von Ketteler. Số binh lính có mặt tại Trung Quốc không đủ để đánh bại những người phản kháng. Hải đội Đông Á Đức Quốc vào lúc đó chỉ bao gồm các tàu tuần dương bảo vệ Kaiserin Augusta, Hansa và Hertha, các tàu tuần dương nhỏ Irene và Gefion cùng các pháo hạm Jaguar và Iltis.
Một lực lượng viễn chinh được tập hợp bao gồm bốn chiếc lớp Brandenburg, sáu tàu tuần dương, mười tàu chở hàng, ba tàu phóng lôi và sáu tiểu đoàn thủy binh, tất cả được đặt dưới quyền chỉ huy của Thống chế Alfred von Waldersee. Đô đốc Alfred von Tirpitz đã phản đối kế hoạch này vì ông cho rằng nó không cần thiết và tốn kém, nhưng bất chấp điều đó, chiến dịch vẫn tiến hành. Lực lượng chỉ đến được Trung Quốc vào tháng 9 năm 1900, khi mà cuộc phong tỏa Bắc Kinh đã được phá vỡ. Kết quả là lực lượng Đức chỉ tham gia trấn áp các vụ nổi dậy lẻ tẻ trong khu vực phụ cận Giao Châu. Cuối cùng, chiến dịch đã làm tiêu tốn chính phủ Đức hơn 100 triệu Mác.

### Tái cấu trúc và phục vụ cùng Hải quân Ottoman
Vào năm 1904, Kurfürst Friedrich Wilhelm đi vào xưởng tàu Xưởng tàu Đế chế ở Wilhelmshaven cho một đợt tái cấu trúc đáng kể. Sau khi hoàn tất việc hiện đại hóa vào năm 1905, nó gia nhập trở lại hạm đội thường trực. Tuy nhiên, nó cùng với các tàu chị em nhanh chóng bị lạc hậu do việc hạ thủy chiếc HMS Dreadnought vào năm 1906. Kết quả là chúng chỉ có những phục vụ giới hạn. Vào ngày 12 tháng 9 năm 1910, Kurfürst Friedrich Wilhelm cùng với Weißenburg, những chiếc có tình trạng tốt nhất trong lớp, được bán cho Hải quân Ottoman và được đổi tên tương ứng thành Barbaros Hayreddin và Turgut Reis, theo tên các vị đô đốc Ottoman lừng danh vào Thế kỷ 16 Hayreddin Barbarossa và Turgut Reis. Tuy nhiên Hải quân Ottoman gặp khó khăn trong việc bố trí hai con tàu, họ phải trưng dụng thủy thủ hiện dịch từ phần còn lại của hạm đội để tập hợp thành thủy thủ đoàn của con tàu. Một năm sau đó, vào tháng 9 năm 1911, Ý tuyên chiến với Đế quốc Ottoman. Barbaros Hayreddin cùng với Turgut Reis và chiếc tàu chiến bọc sắt cũ Mesudiye, vốn được chế tạo từ giữa những năm 1870, đang trong một chuyến đi huấn luyện mùa Hè từ tháng 7, đã chuẩn bị sẵn sàng cho cuộc xung đột; cho dù vậy, các con tàu trải qua cuộc chiến tranh bên trong cảng.

#### Chiến tranh Balkan
Cuộc Chiến tranh Balkan thứ nhất nổ ra vào tháng 10 năm 1912, khi Liên minh Balkan tấn công Đế quốc Ottoman. Giống như đa số các tàu chiến của hạm đội Ottoman vào lúc đó, tình trạng vật chất của Barbaros Hayreddin rất kém. Trong chiến tranh, nó tiên hành thực tập tác xạ cùng với các tàu chiến chủ lực khác của Hải quân Ottoman, hộ tống các đoàn tàu vận tải chuyển quân, và bắn phá các cơ sở đối phương dọc bờ biển. Vào ngày 17 tháng 11 năm 1912, Barbaros Hayreddin và Mesudiye bắn phá các vị trí của Bulgaria hỗ trợ cho Quân đoàn 1, có sự hỗ trợ của trinh sát pháo binh trên bờ. Trình độ tác xạ của các con tàu rất kém, nhưng nó giúp nâng cao tinh thần bộ binh Ottoman phòng thủ đang trú ẩn tại Çatalca.

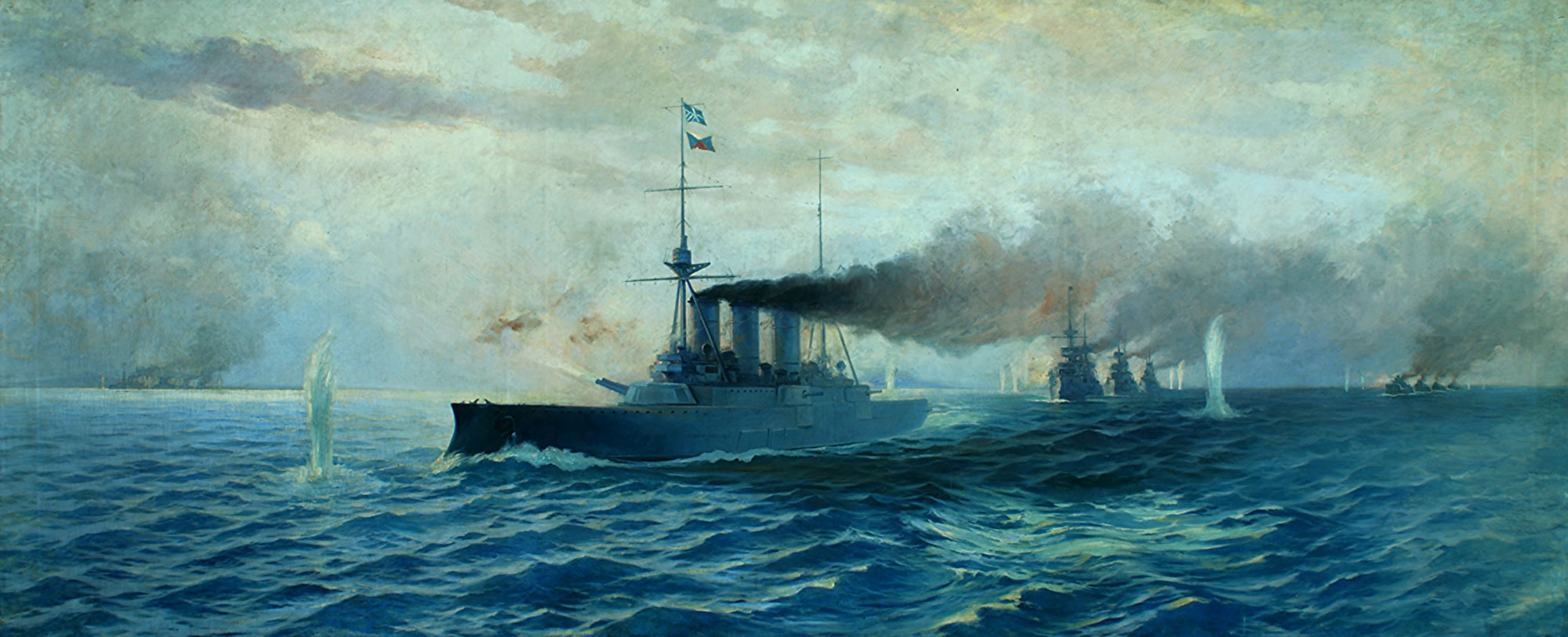
Tranh mô tả hạm đội Hy Lạp trong trận Elli

Cuối năm 1912, Hải quân Ottoman tìm cách tấn công lực lượng Hải quân Hy Lạp đang phong tỏa Dardanelles. Barbaros Hayreddin là soái hạm của hạm đội vào lúc đó. Hai cuộc đụng độ đã diễn ra: cuộc Hải chiến Elli vào ngày 16 tháng 12 năm 1912, tiếp nối bằng cuộc Hải chiến Lemnos vào ngày 18 tháng 1 năm 1913. Trận thứ nhất có sự hỗ trợ của các khẩu đội phòng thủ duyên hải Ottoman; cả hai phía Ottoman và Hy Lạp chỉ có những thiệt hại nhẹ, nhưng Ottoman không thể đột phá qua hạm đội Hy Lạp và phải rút lui trở lại Dardanelles. Hạm đội Ottoman khởi hành từ Dardanelles lúc 09 giờ 30 phút, các tàu chiến nhỏ ở lại cửa eo biển trong khi các thiết giáp hạm tiến lên phía Bắc, bám sát bờ biển. Hạm đội Hy Lạp, bao gồm tàu tuần dương bọc thép Georgios Averof và ba tàu chiến bọc sắt lớp Hydra xuất phát từ đảo Lemnos, đổi hướng đi sang Đông Bắc nhằm ngăn chặn hướng tiến của các tàu chiến Ottoman. Các tàu chiến Ottoman khai hỏa nhắm vào lực lượng Hy Lạp lúc 09 giờ 50 phút ở cự ly khoảng 15.000 yd (14.000 m), phía Hy Lạp bắn trả mười phút sau đó khi khoảng cách rút ngắn còn 8.500 yd (7.800 m). Đến 10 giờ 04 phút, các tàu chiến Ottoman quay mũi 16 point (180°) lộn ngược trở lại vùng an toàn gần eo biển. Trong vòng một giờ, các con tàu Ottoman rút lui vào Dardanelles. Trận này được xem là một thắng lợi của phía Hy Lạp, vì hạm đội Ottoman tiếp tục bị vây hãm.
Trận hải chiến Lemnos xuất phát từ một kế hoạch của phía Ottoman nhằm đánh lừa chiếc Georgios Averof nhanh hơn ra cách xa Dardanelles. Để thực hiện, tàu tuần dương bảo vệ Hamidiye đã né tránh sự phong tỏa của Hy Lạp và thoát ra biển Aegean. Bất chấp mối đe dọa của tàu tuần dương đối phương, vị tư lệnh Hy Lạp từ chối không cho tách Georgios Averof ra. Tin rằng kế hoạch đã thành công, Barbaros Hayreddin, Turgut Reis và các đơn vị hạm đội Ottoman khác rời Dardanelles vào sáng ngày 18 tháng 1 di chuyển về hướng đảo Lemnos. Georgios Averof đã đánh chặn lực lượng Ottoman ở khu vực cách đảo Lemnos khoảng 12 nmi (22 km), buộc các con tàu Ottoman phải rút lui. Một cuộc đấu pháo tầm xa kéo dài trong hai giờ bắt đầu lúc vào khoảng 11 giờ 25 phút; về cuối trận chiến, Georgios Averof thu ngắn khoảng cách với đối phương xuống còn 5.000 yd (4.600 m) và ghi nhiều phát bắn trúng vào hạm đội Ottoman đang rút chạy. Tháp pháo của cả Barbaros Hayreddin và con tàu chị em đều bị bắn hỏng bởi hải pháo đối phương và bốc cháy; cả hai đã bắn khoảng 800 quả đạn pháo, hầu hết là từ dàn pháo chính 28 cm (11 in) mà không thành công. Đây là lần nỗ lực cuối cùng của hạm đội Ottoman muốn thoát ra biển Aegean trong chiến tranh.
Ngày 8 tháng 2 năm 1913, Hải quân Ottoman hỗ trợ một cuộc đổ bộ lên Şarköy. Barbaros Hayreddin và Turgut Reis cùng với nhiều tàu tuần dương đã bắn pháo hỗ trợ ở cách bờ khoảng 1 km (1.100 yd). Các con tàu đã hỗ trợ cho cánh trái của bộ binh Ottoman sau khi đổ bộ. Quân đội Bulgaria kháng cự một cách ngoan cường, cuối cùng buộc phía Ottoman phải rút lui. Việc rút lui thành công phần lớn là nhờ hỏa lực pháo hỗ trợ từ Barbaros Hayreddin và phần còn lại của hạm đội. Trong trận đánh, nó đã bắn 250 quả đạn pháo 10,5 cm (4,1 in) và 180 quả đạn từ pháo hạng hai 8,8 cm (3,5 in).
Vào tháng 3 năm 1913, con tàu quay trở lại Hắc Hải tiếp nối việc hỗ trợ các lực lượng trú đóng tại Çatalca, vốn đang bị quân đội Bulgaria tấn công. Vào ngày 26 tháng 3, pháo 28 cm (11 in) và 10,5 cm (4,1 in) của Barbaros Hayreddin và Turgut Reis đã giúp đẩy lùi các cuộc tiến quân của Lữ đoàn 2 thuộc Sư đoàn Bộ binh Bulgaria 1. Đến ngày 30 tháng 3, cánh trái của phòng tuyến Ottoman chuyển sang truy kích lực lượng Bulgaria đang rút lui. Cuộc tấn công được hỗ trợ bởi cả pháo binh trên bộ lẫn pháo hạng nặng của Barbaros Hayreddin, cho phép bộ binh Ottoman tiến được 1.500 m (1.600 yd) cho đến chiều tối. Để đối phó, phía Bulgaria phải huy động Lữ đoàn 1 ra tuyến đầu, đẩy lui lực lượng Ottoman trở lại tuyến xuất phát.

#### Chiến tranh Thế giới thứ nhất
Mùa Hè năm 1914, Chiến tranh Thế giới thứ nhất nổ ra tại Châu Âu, cho dù Ottoman tiếp tục giữ vị thế trung lập cho đến đầu tháng 11, khi các hoạt động của tàu chiến-tuần dương Đức Goeben, vốn được chuyển cho Hải quân Ottoman và được đổi tên thành Yavus Sultan Selim, đưa đến việc tuyên chiến của Nga, Pháp và Anh Quốc. Trong giai đoạn 1914–1915, một số khẩu pháo của con tàu được tháo dỡ để lắp đặt như pháo phòng thủ duyên hải tăng cường cho việc phòng thủ bảo vệ Dardanelles. Vào ngày 8 tháng 8 năm 1915, Barbaros Hayreddin đang trên đường đi hỗ trợ lực lượng Ottoman phòng thủ tại Dardanelles khi nó bị tàu ngầm Anh E 11 đánh chặn ngoài khơi Bolayır trong biển Marmara. Chiếc tàu ngầm đánh trúng Barbaros Hayreddin một quả ngư lôi; chiếc tàu tuần dương chìm với tổn thất 253 người thiệt mạng.